# (114) Cassandra
(114) Cassandra és un asteroide que forma part del cinturó d'asteroides i va ser descobert per Christian Heinrich Friedrich Peters el 23 de juliol de 1871 des de l'observatori Litchfield de Clinton, Estats Units. Està nomenat per Casandra, un personatge de la mitologia grega. Orbita a una distància mitjana de 2,677 ua del Sol, i pot allunyar-se'n fins a 3,04 ua. Té una inclinació orbital de 4,936° i una excentricitat de 0,1355. Triga 1.600 dies a completar una òrbita al voltant del Sol.